# ゼロタッチプロビジョニング
ゼロタッチプロビジョニング (Zero Touch Provisioning, ZTP) は、プロビジョニングの観点から見て、利用者が、ある程度の専門的知識を要するような面倒な設定などの操作をせずに、直ちにサービスを利用できるようにすること。電源を入れ、物理的にネット環境に接続されて入れば、直ちにサービスが利用できるような状況を表す表現である。
コンピュータ・ネットワークの構築においては、「CPEを拠点に設置して回線をつなぎ、電源をオンにすれば、自動的に拠点をSD-WANにつなぐ機能」をゼロタッチプロビジョニングと称している。
例えば、ルータの場合、電源を入れて起動した際に、自動的に特定のサーバへアクセスして必要な諸設定を導入するよう予め設定し、電源コードとLANケーブルをつなぐだけでサービスが提供される状態がゼロタッチプロビジョニングとされる。
ゼロタッチプロビジョニングは、IoTの普及などでエッジデバイスが増加する状況の中で、必要性が高まってきた技術と言われている。